# Romanichthys valsanicola
Romanichthys valsanicola — риба родини окуневих, ендемік Румунії. Єдиний вид у монотиповому роду Romanichthys. Зустрічається на невеликій ділянці Дунайського басейну: річка Арджеш і її притоки Вельсан і Доамней. Наразі відомий виключно із невеликої ділянки річки Вельсан — близько 1 км.